# Lirika Matoshi
Lirika Matoshi (1996) é uma estilista albanesa de Kosovo que mora em Nova York e ganhou destaque na Internet. Matoshi é conhecida por seus designs femininos e caprichosos.

## Vida Pessoal
Matoshi cresceu em Pristina, a capital do Kosovo e viveu durante a Guerra do Kosovo. Ela é uma das nove irmãs de uma família albanesa do Kosovo. A irmã mais velha, Teuta Matoshi, também é estilista. Outra irmã, Sanije, também ajuda nos negócios.

## Carreira
Matoshi mudou-se para os EUA em 2016, para estudar na Fashion Institute of Technology. Quando sua inscrição foi rejeitada, ela continuou a projetar independentemente de um estúdio no Bronx.
Matoshi ganhou as manchetes em 2017 quando customizou uma meia-calça embelezando-a. Depois de postar uma imagem das meias em sua página pessoal do Instagram, a imagem foi compartilhada por vários blogueiros de moda e após receber pedidos Matoshi começou a vender versões das meias. Em 2017, um de seus designs também foi usado pela cantora Elle King no Grammy Awards.
Em 2020, outro dos designs de Matoshi também se tornou viral. Feito em tule com estampa de morangos cintilantes, o vestido gerou um aumento de 1000% nas vendas da Matoshi. A Vogue apelidou o design de Matoshi de "o vestido do verão". A modelo plus-size Tess Holliday usou o vestido para o Grammy Awards antes de ganhar notoriedade e mais tarde criticou os membros da comunidade da moda por criticar o vestido quando ela o usava, enquanto mais tarde o abraçou quando foi apresentado em mulheres mais magras.
Lirika Matoshi recebeu o reconhecimento da Ministra da Cultura, Juventude e Esportes do Kosovo, Vlora Dumoshi, e do Ministro Adjunto, Halil Matoshi, em agosto de 2020.